# 李咨
李咨（1450年—？），字汝弼，號漳南，直隸河間府故城縣人，明朝政治人物。成化辛丑進士，官至監察御史。

## 生平
成化十年（1474年）甲午科順天府鄉試第十九名舉人，成化十七年（1481年）辛丑科第三甲第八十六名進士，歷官山西襄陵縣、山東益都縣、直隸丹徒縣知縣。弘治九年（1496年）六月陞湖廣道試監察御史，十年八月實授，十五年巡按河南。為官清廉勤政，卒不能葬，門生孫緒出資買棺，方得收殮。

## 著作
有《漳南稿》。

## 家族
曾祖李成；祖父李顯清；父李榮，母朱氏；繼母沈氏。具庆下。
有二子李獻可、李際可，皆進士。